# Medinat Masdar
Medina(t) Masdar (Arabisch: مدينة مصدر', "Bronstad") of kortweg Masdar (Arabisch: مصدر), in het Engels ook wel Masdar City, is een geplande stad in het emiraat Abu Dhabi, in de Verenigde Arabische Emiraten. De stad is ontworpen door het Britse architectenbureau van Norman Foster. Het is een duurzame stad, die volledig van zonne-energie en andere duurzame energie gebruik zal maken.

## Ontwerp en opzet

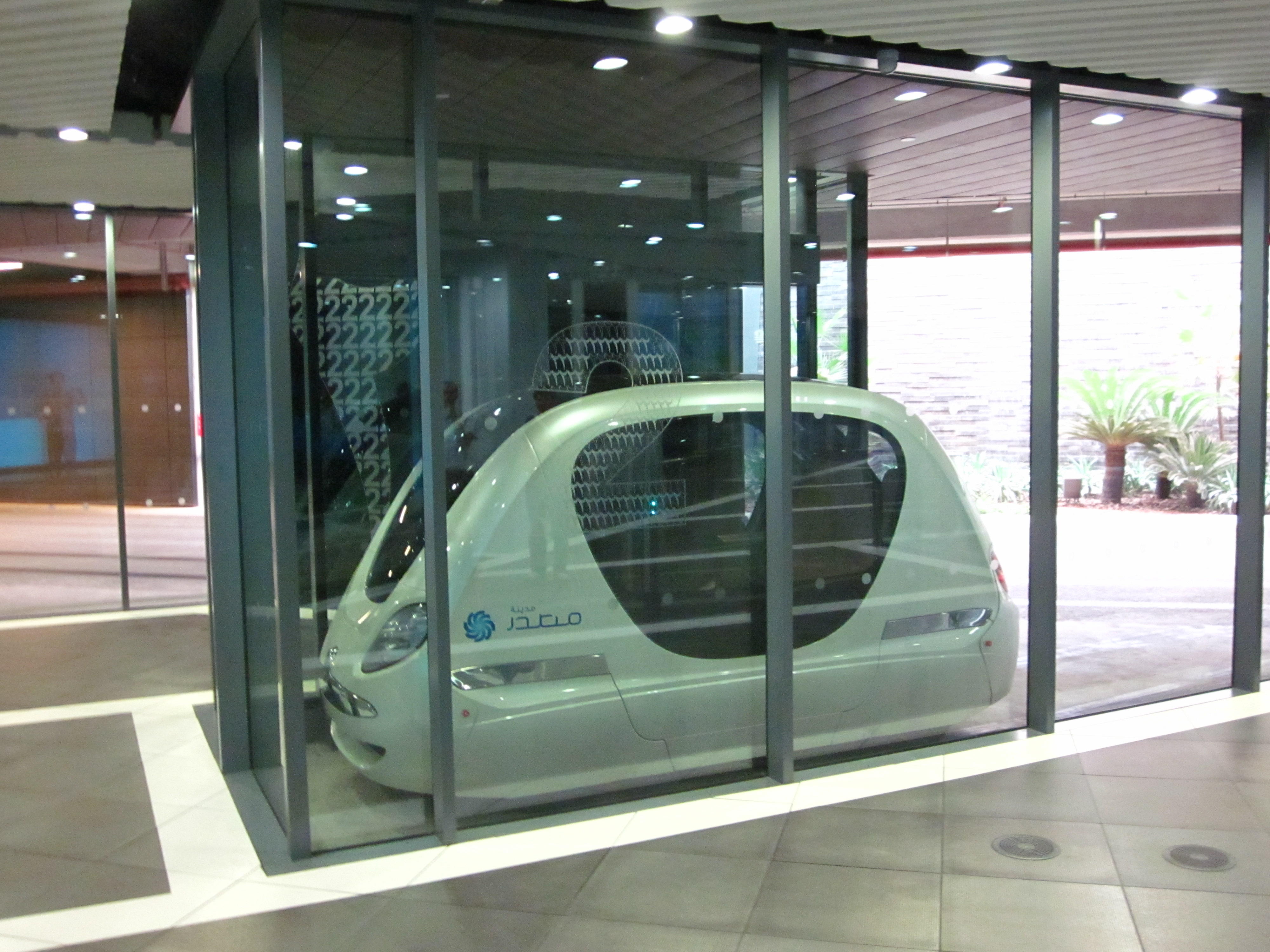
PRT voor personenvervoer in de stad

Het project wordt geleid door de Abu Dhabi Future Energy Company (ADFEC). Het werd ontworpen in 2006 en het hele project zal naar verluidt US$ 22 miljard kosten. De kosten worden deels betaald door privébedrijven zoals Clean Tech Fonds, Consensus Business Group, Credit Suisse en Siemens Venture Capital. De volledige bouwtijd wordt geschat op 8 jaar en het eerste deel zou klaar moeten zijn in 2009. De stad zal een grootte hebben van 6 km2. Ze zal ook onderdak geven aan 1500 bedrijven, voornamelijk handels- en productie-installaties die gespecialiseerd zijn in milieuvriendelijke producten. Deze bedrijven zouden werk bieden aan ruim 60.000 werknemers, die op milieuvriendelijke wijze naar de stad zullen pendelen.
Er zullen ook openbare gebouwen zijn, zoals een universiteit, genaamd het Masdar Institute of Science and Technology, of het MIST), dat zal worden bijgestaan door de Massachusetts Institute of Technology (MIT). Het vervoer van en naar de stad zal per trein of bus gebeuren, die rijden op elektriciteit, en andere milieuvriendelijke, CO2–arme brandstoffen. Auto’s zullen verboden worden in de stad. Vervoer van mensen zal worden geregeld door een netwerk van zogenaamde PRT's (people rapid transport); Deze zijn shuttles zonder chauffeur die door de frima 2Getthere te Utrecht (NL) worden geproduceerd. Verder zal gereisd worden via een openbaar vervoer netwerk, dat de bestaande wegen en spoorwegen verbindt met andere locaties buiten de stad. De Masdar muur dient om de hete woestijnwinden en –stormen buiten te houden. Zo krijgt men schaduwrijke en trechtervormige straatjes die helpen een koele stad te vormen, zo blijven airco’s onnodig.

## Milieuvriendelijk karakter

### Hernieuwbare bronnen
Masdar zal dus uitsluitend draaien op een aantal van hernieuwbare energiebronnen. Het eerste bouwproject bevat de bouw van een 40 tot 60 megawatt (MW) grote zonne-energiecentrale. Dit zal later worden gevolgd door een nog grotere voorziening, en extra fotovoltaïsche modules zullen geplaatst worden op de daken van de bedrijven en huizen. In totaal zou het gaan om 130 MW. Er zullen ook windmolenparken opgericht worden buiten de stad met een vermogen van 20 MW. De stad zal ook aardwarmte gebruiken. Daarnaast zijn er plannen om in Masdar ’s werelds grootste waterstof-elektriciteitscentrale te bouwen.

### Water
Ook het water zal geproduceerd worden op een milieuhygiënisch verantwoorde wijze. Een op zonne-energie aangedreven ontziltingsinstallatie zal gebruikt worden om het water dat de stad nodig heeft te filteren. Het gebruikte water zal 60% minder zijn in vergelijking met andere steden van die grootte. Ongeveer 80% van het gebruikte water wordt gerecycleerd en afvalwater zal zo vaak mogelijk hergebruikt worden voor de irrigatie van de gewassen.

### Afval
De stad zal ook proberen om afval te verminderen tot nul. Biologisch afval zal gebruikt worden voor het maken van voedselrijke bodem- en meststoffen, en sommige kunnen ook gebruikt worden als brandstof. Industrieel afval, zoals kunststoffen en metalen, wordt gerecycleerd of opnieuw gebruikt in een andere vorm.

## Reactie

### Voor
Het project wordt ondersteund door wereldwijde liefdadigheids- en milieuorganisaties als Wereld Natuur Fonds/World Wide Fund for Nature en BioRegional. Zij hebben de stad uitgeroepen als One Planet Living Community, dit ook door de milieuvriendelijke doelstellingen.

### Tegen
Sommige sceptici zijn echter bezorgd dat de stad alleen symbolisch is voor de rijkdom van Abu Dhabi, en dat ze enkel bedoeld zal zijn voor de extreem rijken.